# Епитафи Милошевићима на гробљу Рајковача у Ртарима
Епитафи Милошевићима на гробљу Рајковача у Ртарима представљају драгоцена епиграфска и фамилијарна сведочанства преписана са старих надгробних споменика у доњодрагачевском селу Ртари, Oпштина Лучани.
Сматра се да су Милошевићи досељени са подручја Никшића крајем 18 века. Једно време су боравили у Вирову, на имању које су касније населили Недељковићи.
У време Првог устанка четири брата - преци данашњих Милошевића, кренули су у Шумадију тражећи боље услове за живот. Један од њих, Милош Јовановић, вратио се и населио у Ртарима код остарелог Радосава Вране кога су зетови и ћерке напустили, а који му је по смрти оставио имовину. Милош је са супругом Вукосавом имао синове Пауна, Милана, Јована и Павла.
Данашњи Милошевићи су потомци Јована и Павла. Милошев син Јован био је ожењен Обренијом, кћерком Теофила Петровића из Ртара, са којом је имао деветоро деце. Други син Павле за супругу имао Саву, кћерку Мирка Конопчара из Ртара, са којом је имао седморо деце.
Стари Милошевићи су имали доста деце, тако да је ова фамилија веома разграната и бројна. Јованов син Љубомир је са супругом Радојком, ћерком Дмитра Обрадовића из Ртара имао једанаесторо, а други син Милош, који се три пута женио, десеторо деце.
Павлов син Филип имао је са супругом Лепосавом родом из Кулиноваца десеторо деце. Други Павлов син Димитрије је са супругом Стојком родом из Граба такође имао десеторо деце, а трећи, Јелисије, са супругом Рајком шесторо деце.
Данас Милошевића има око двадесет породица - највише у Ртарима, а затим у Чачку, Београду, Панчеву и Зајечару. Славе Јовањдан.
Споменик Василији Милошевић (†1848)
Овде почива раб божија
ВАСИЛИЈА
супруга Пауна Милошевића
престави се 8 јануара 1848
Споменик девојчици Аници Милошевић (†1850)
Млад.
АНИЦА
кћи Павла Милошевића
умре 7 јануара 1850 г
Споменик девојци Станици Милошевић (†1851)
Овде почива
СТАНИЦА
супруга Павла Милошевића
родом из села Бјељине
кћи Јована Костића
поживи 18. г.
умре 30 октомбра 1851.Г.
и она нема никога од рода
осим једну сестру од 5. г.
и она овом благодари
Споменик Вукосави Милошевић (†1852)
Овде почива раба божиа
ВУКОСАВА
мајка Милошевић Пауна Јована и Павла
поживи 65 год.
а умре 14: октобра 1852 ле.
Споменик дечаку Милоју Милошевићу (†1852)
Овде почива младенац
МИЛОЈЕ
син Пауна Милошевића
ум. 1852 г.
Споменик Пауну Милошевићу (†1855)
Овде почива раба божи
ПАУН Милошевић
житељ села ртара
поживи 40 г.
умро 30 августа 1855. г.
Споменик петнаестогодишњој Иконији Милошевић (†1855)
Овде почива
ИКОНИЈА
кћи Пауна Милошевића
поживи 15. г.
умре 12 априла 1855 г.
Споменик шестогодишњем Мијаилу Милошевићу (†1857)
Овде почива
раба божи младенац
МИЈАИЛО
син Павла Милошевића
житеља ртарског
поживи 6 г.
умро 18 октобра 1857 год.
Споменик Илији Милошевићу (†1863)
ИЛИЈА
син Јована Милошевића
умро јануара 1863 г.
Споменик четворогодишњој Драгињи Милошевић (†1867)
ДРАГИЊА
кћи Павла Милошевића
поживи 4. го
и умре 16 ја 1867 г.
Споменик Неранџи Милошевић (†1873)
Овде почива раб божиа
НЕРАНЏА
супруга Милоша Милошевића
Престави се 1873 г.
Спомен јој подиже муж Милош
Споменик Павлу Милошевићу (†1887)
Овај надгробни споменик показује
ђе је сахрањено тјело почившег
ПАВЛА Милошевића
житеља села Ртара
који поживи 66. г.
а престави се у вечност
25. новембра 1887. год.
Бог да му душу прости.
Спомен подигоше му синови
Филип Димитрије и Јелесије.
Споменик Владимиру Милошевићу (†1888)
Приђите брате и
прочитајте овај спомен
ђеје сахрањено тијело
млађаног раба божи
ВЛАДИМИР
син Јована Милошевића из Ртара
кои поживи 26. г.
а умре 14 јануара 1888. г.
Спомен му подигоше браћа
Милош и Љубо.
Споменик Филипу Милошевићу (†1894)
ИС ХР НИ КА
Овде почивају земни остатци
ФИЛИПА Милошевића из Ртара
који у 37 год. најлепшем веку
а на жалост своје мајке
браће супруге синова и остале Родбине
престави се у вечност 15 новембра 1894.г.
Спомен подигоше му браћа
Димитрије Јелесије и синови
Споменик Сави Милошевић (†1905)
ИС ХР НИ КА
Овде почива раба Божија
САВА
супруга почившег
Павла Милошевића из Ртара
која поживи 80. год.
А престави се у вечност
27: марта 1905. г.
Бог да јој душу прости
Овај спомен подиже
њен син Јелесије Милошевић
Споменик дечаку Александру Милошевићу (†1910)
Овде вене зелени цвет
АЛЕКСАНДАР
син Стојке и пок.
Милоша Милошевића из Ртара
поживи 10 год.
а умре 15 априла 1910 год
Спомен подиже му мајка Стојка
и унук Војимир са снахом Будимирком
Споменик Кристосији Милошевић (†1915)
Овде почива раба божја
КРИСТОСИЈА
супруга Бранка Милошевића из Ртара
пожив. 23 год
а умрла је 10 јануара 1915. г.
Бог да јој прости душу.
Спомен подиже муж Бранко
и девер Богдан
Споменик младићу Драгиши Милошевићу (†1922)
Овде је сахрањено тело
росног цвета
ДРАГИШЕ Милошевића из Ртара
рођен 23 марта 1902 г.
А умро је 11. марта 1922 год.
Бог да му душу опрости.
Овај спомен подиже му отац Димитрије
и брат Радован и мајка Стојка
Споменик младићу Светолику Милошевићу (†1925)
Овде почива
СВЕТОЛИК
син пок. Милоша Милошевића
поживи 24 г.
а умре 1925 г.
Бог да му душу прости.
Спомен подигоше му синовац Војимир
и мати Стојка и снаха Будимирка
Споменик дечаку Јарославу Милошевићу (†19??)
Овде почива младенац
ЈАРОСЛАВ
син Тихомира Милошевића из Ртара
који поживи .... (оштећен натпис)
Спомен подиже отац Тихомир
и мајка Перса
Споменик Лепосави Милошевић (†1927)
Овде почива раба божија
ЛЕПОСАВА
супруга Филипа Милошевића из Ртара
Поживи 73. год.
А престави се у вечност 4 јула 1927. г.
Бог да јој душу прости
Спомен јој подигошс њени синови
Богдан и Бранко
Споменик Обренији Милошевић (†1928)
Овде почива раб божиа
ОБРЕНИЈА
супруга Јована Милошевића из Ртара
поживи 76: г:
а престави се 16 децембра 1928: г:
Спомен подиже јој син Љубо
Споменик Андрији Милошевићу (†1932)
Овај спомен бележи место
где је сахрањено тело
АНДРИЈЕ Милошевића из Ртара
рођен 12 марта 1904
а умро 29. марта 1932 год.
Поживи 28 год.
Спомен му подиже син Војимир
мајка Стојка и жена Будимирка
Споменик сестрама Лепосави (†1937) и Радики (†1936) Милошевић 
Овде вене
ЛЕПОСАВА и РАДИКА
кћерке Бранка и Достане
Милошевића из Ртара.
Лепосава пож. 5 г.
умре 1937
Радика пож. 3 г.
умре 1936 г.
Спомен им подигоше родитељи
и брат Драгослав
Споменик девојчици Достани Милошевић (†1937)
Овде вене
МИЛОМИРКА
кћи Бранка и Достане Милошевића из Ртара
поживи 5 г.
а умре 1937 г.
Спомен јој подигоше родитељи
и брат Драгослав у 1963 г.
Споменик Љубомиру Милошевићу (†1937) и његовом унуку Милији (†1938)
Овде почива тело дичног Србина упокојеног
ЉУБОМИРА Милошевића из овог села Ртара
који часно и поштено поживи 79 год.
а престави се у вечност 24. ХI.1937 године
Овај спомен подигоше му
син Радомир и сна Десанка
Са десне стране поч. МИЛИЈА
син Радомира и Десанке
пож. 4 г.
Умре 26.11.1938
Споменик Димитрију Милошевићу (†1944)
Пред овим спомеником
почивају земни остатци
ДИМИТРИЈА Милошевића
бившег земљоделца из Ртара
који је у своје доба кметовао
и бијо члан општинског
и црквеног одбора
иначе часно поживи 77 год.
Нека му је лака земља
Спомен му подиже син Радован
и супруга Стојка и снаја Анка
и унуци Владан Обрен и Драгић
у 1944 год.
Споменик Стојки Милошевић (†1947)
Пред овим спомеником
почивају земни остатци
добре домаћице и раднице
СТОЈКЕ
супруге пок. Димитрија Милошевића из Ртара
која поживи 84 год
а чији се живот угаси 27 јула 1947 године
Нека је вечна слава хвала
Овај спомен подигоше јој син Радован
унуци Владе Обрен Драгић и сна Анка
Споменик Милошевићима: Богдану (†1940), Цмиљки (†1953) и Витомиру (†1944)
Пред овим спомеником почивају
БОГДАН Милошевић из Ртара
поживи 63. год.
а умре 15-VI-1940 год.
супруга му ЦМИЉКА
поживи 77 год.
а умре 8-VIII-1953 год.
син им ВИТОМИР
поживи 30 г. А
умре 16-II-1944 г.
Спомен им подижу синови
оцу мајци и брату
Радојица-Симо и Милојко
а синови своме оцу деди и баби
Здравко и Стеван
Споменик Стојки Милошевић (†1945)
Овде почива
СТОЈКА
супруга Милоша Милошевића из Ртара
поживи 90 г.
а умре 9.1.1945 г.
Спомен подиже јој сна Будимирка
и унук Војимир у 1963 г.
Споменик Радојки Милошевић (†1947)
Овде почива упокојена раба божија
РАДОЈКА
супруга пок. Љубомира Милошевића из Ртара
која часно и поштено поживи 88 год.
а умре 3-III-1947 г.
Овај спомен подигоше јој син
Радомир и сна Десанка
Споменик Јелесију Милошевићу (†1955)
Овде су сахрањени посмртни остатци
цењеног грађанина
ЈЕЛЕСИЈА Милошевића из Ртара
рођ. 27-VI-1875 год.
поживи 81 г.
а престави се у вечни дом 19.VII.1955 год.
Овај спомен подижу му из поштовања
син Павле и унук Милутин
Споменик Рајки Милошевић (†1958)
Овде почивају посмртни остатци
часне и добре домаћице
РАЈКА
супруга пок. Јелесија Милошевића из Ртара
рођена 13.III.1875 год.
а престави се у вечност марта мес. 1958 год.
Овај спомен подиже из поштовања
син Павле и унук Милутин